# Маршал Розенберг
Маршал Розенберг (на английски: Marshall Rosenberg) е американски психолог и създател на ненасилствена комуникация – комуникативен процес, който помага на хората да обменят информация, необходима да разреши конфликти и различия по мирен начин.

## Биография
Роден е на 6 октомври 1934 година в Кантън, САЩ, в еврейско семейство. Преди смъртта си живее в Албъкърки, Ню Мексико, където е централният офис на Центъра за ненасилствена комуникация. Прекарва повече от 250 дни годишно в обучения по ненасилствена комуникация с различни групи – учители, лекари, военни и дори затворници. Методът му се практикува в почти цяла Европа, Азия, Африка и Северна Америка.
Носител е на наградата за мир на Глобъл Вилидж Фаундейшънс Бридж за 2006 г.
Умира на 7 февруари 2015 година в Албъкърки на 80-годишна възраст.